# Paspalum unispicatum
Paspalum unispicatum là một loài thực vật có hoa trong họ Hòa thảo. Loài này được (Scribn. & Merr.) Nash mô tả khoa học đầu tiên năm 1912.